# Memento mori
Memento mori (śrdw.-łac. pamiętaj o śmierci) – przypomnienie, że nie da się uniknąć śmierci.

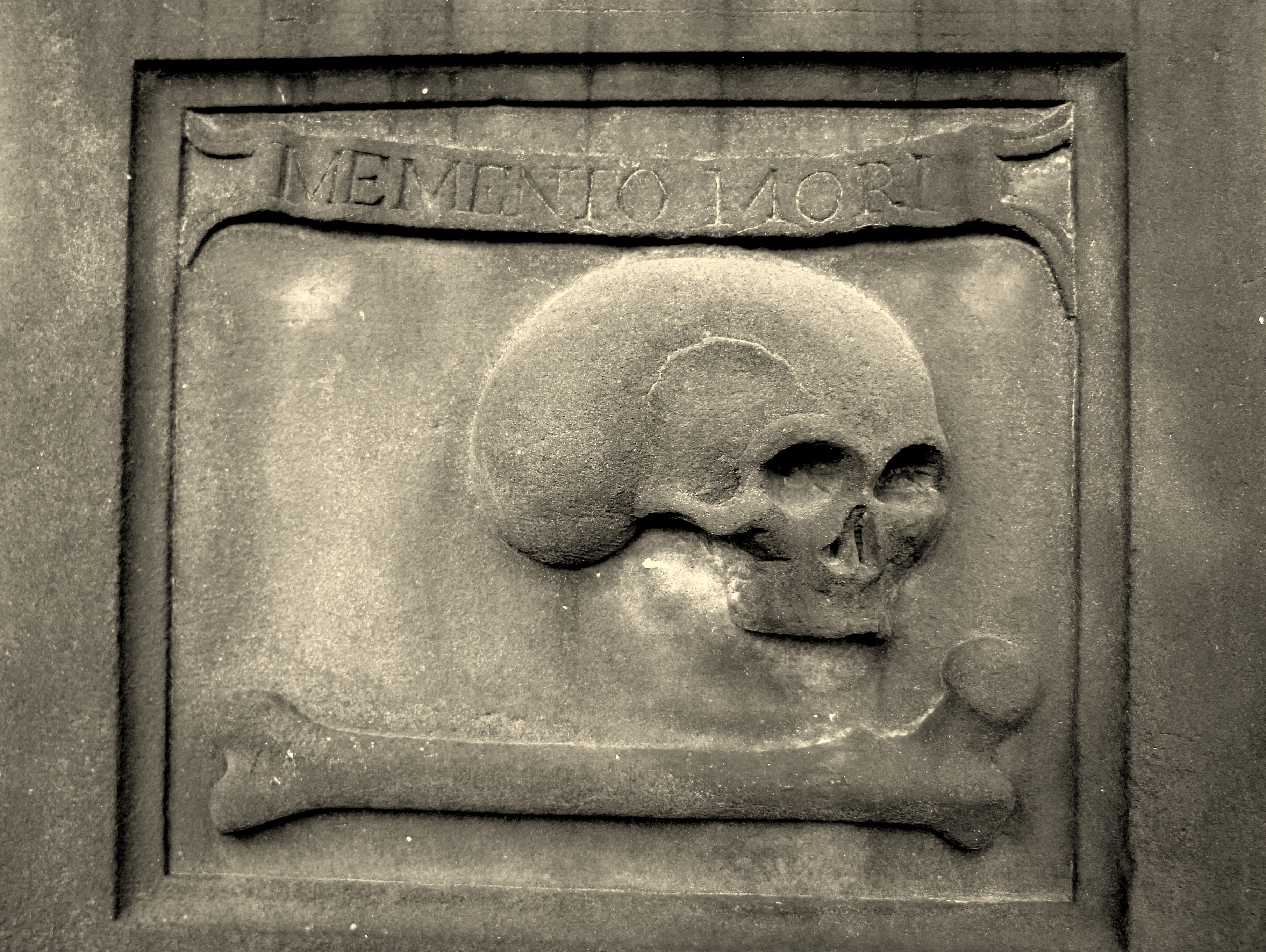
Memento mori. Inskrypcja nagrobna (1746). Edynburg. St. Cuthbert's Churchyard.

Pozdrowienie „Memento mori” było używane w literaturze przez wiele zgromadzeń zakonnych, przede wszystkim przez kamedułów, kartuzów i trapistów, jakkolwiek jest to szeroko rozpowszechniona legenda związana z mało znanym ogółowi życiem klasztorów kontemplacyjnych. Treść tej formuły stanowi argument przeciwko zbytnim dążeniom ku sprawom przyziemnym, które przemijają wraz ze śmiercią. Istotny motyw w literaturze i sztuce późnego średniowiecza. „Memento mori” jest także hasłem przewodnim Arcybractwa Męki Pańskiej.
W sztuce przypomnienie śmierci często zaznaczane jest motywem czaszki ludzkiej (np. La Tour), klepsydrą, ściętymi kwiatami czy też szkieletem ludzkim.